# Giuliano Biagetti
Giuliano Biagetti (La Spezia, 12 aprile 1925 – Roma, 29 marzo 1998) è stato un regista e sceneggiatore italiano.

## Biografia
Di famiglia di origine pisana, dopo aver frequentato l'Università a Pisa e a Firenze, si interessa di cinema grazie alla conoscenza di Roberto Rossellini che finanzia il suo primo lavoro da regista, Rivalità (anche conosciuto come Medico condotto), film considerato dallo stesso regista la sua opera migliore. Dopo una commedia girata a Livorno, Ragazze al mare, che viene mal distribuito, negli anni sessanta diventò uno dei registi più prolifici di caroselli televisivi firmando un buon numero di short pubblicitari, tra cui anche alcuni con Totò protagonista, girati nei primi mesi del 1967 mai mandati in onda e in seguito misteriosamente trafugati.
Sul grande schermo fa ritorno nel biennio 1968-1969 dirigendo due pellicole appartenenti al filone contestatario di moda in quel periodo. Negli anni settanta dirige film di genere, privilegiando il filone decamerotico e la commedia erotica e inoltre dirige anche Franco Franchi. Tre pellicole le firma col nome Pier Giorgio Ferretti, per molto tempo considerato dagli studiosi realmente esistente. Dopo aver diretto un film interpretato da Renzo Montagnani, nel 1977 la sua attività da regista praticamente si interrompe: negli ultimi anni di carriera dirige altri due film, nel 1987 e nel 1994, l'ultimo anche in veste di produttore. Di molti suoi film è stato anche sceneggiatore. È deceduto a 72 anni.

## Filmografia
- Rivalità (1953)
- Ragazze al mare (1956)
- L'età del malessere (1968)
- Interrabang (1969)
- Decameroticus (1972) col nome Pier Giorgio Ferretti
- Ancora una volta prima di lasciarci (1973)
- Il sergente Rompiglioni (1973) col nome Pier Giorgio Ferretti
- La svergognata (1974)
- La novizia (1975) col nome Pier Giorgio Ferretti
- Donna... cosa si fa per te (1976)
- L'appuntamento (1977)
- Vado a riprendermi il gatto (1987)
- Sì!... ma vogliamo un maschio (1994)